# Saal an der Donau
Saal an der Donau (amtlich: Saal a.d.Donau) ist eine Gemeinde im niederbayerischen Landkreis Kelheim. Hauptort ist Obersaal, der Sitz der Gemeindeverwaltung und der Verwaltungsgemeinschaft Saal an der Donau, dessen Mitglied die Gemeinde ist.

## Geographie

### Lage
Die Gemeinde liegt im Tal der Donau an der Bundesstraße 16 zwischen Regensburg und Ingolstadt.

### Gemeindegliederung
Es gibt 18 Gemeindeteile
(in Klammern ist der Siedlungstyp angegeben):
- Buchhofen (Kirchdorf)
- Einmuß (Kirchdorf)
- Felsenhäusl (Weiler)
- Gstreifet (Einöde)
- Haunersdorf (Dorf)
- Kleinberghofen
- Kleingiersdorf (Weiler)
- Mitterfecking (Dorf)
- Oberfecking (Dorf)
- Obersaal (Pfarrdorf)
- Oberschambach (Kirchdorf)
- Oberteuerting
- Peterfecking (Kirchdorf)
- Reißing (Kirchdorf)
- Seilbach (Weiler)
- Untersaal (Kirchdorf)
- Unterschambach (Dorf)
- Unterteuerting (Pfarrdorf)

Es gibt die Gemarkungen Einmuß, Mitterfecking, Oberschambach, Peterfecking, Reißing, Saal a.d.Donau und Teuerting.

## Geschichte

### Vor- und Frühgeschichte
Das leicht kultivierbare Tal der Donau ist uralter Siedlungsboden. So haben bereits die Neandertaler hier gelebt. Davon zeugen Faustkeile, die gefunden wurden. Auch in den späteren vorchristlichen Jahrhunderten lebten wohl immer Menschen hier, was Gräber und Reste von Siedlungen beweisen.
Durch den Abbau von Eisen war die Gegend um Saal von zirka 400 bis 100 vor Christus Teil eines dichtbesiedelten Zentrums der Kelten. Noch heute lassen sich Spuren dieser Keltenschanzen (befestigte Schutzanlagen) finden. Der Wall dieser Befestigung am Ringberg bei Untersaal ist 2,2 Kilometer lang. Ähnliche Anlagen findet man in Kleingiersdorf und Unterschambach.
Den vordringenden Römern hatten die Kelten nichts entgegenzusetzen. Die Donau wurde nun Teil des Limes, der das römische Reich schützen sollte. Auch die Römer errichteten befestigte Anlagen zum Schutz. So wurde etwa um 350 nach Christus in Untersaal ein Burgus errichtet.
Der Feckinger Bach, die damalige Sala wurde ab 400 nach Christus zum Namensgeber von Saal. Aus der Zeit der Völkerwanderung sind wenig historische Fakten bekannt. Wahrscheinlich bot der Kelheimer Raum auch in dieser kriegerischen Zeit Menschen immer geeigneten Siedlungsboden. So sind Gräber der Bajuwaren nachgewiesen.

### Mittelalter
Im Jahre 1002 wurden dem Reichsstift Niedermünster in Regensburg von König Heinrich II. schriftlich Königsschutz, Immunität und Wahlrecht verliehen. Somit gingen Besitz und Rechte an einem Gebiet, das von Kelheim bis Einmuß reichte an das Reichsstift Niedermünster. Es ist dies auch die erstmalige, urkundliche Erwähnung der späteren Gemeinde. Unter dem Stift Niedermünster war Saal auch Sitz eines Schrannengerichtes. Bedeutend ist die um 1530 eingerichtete später Taxissche Poststation in Saal, für die seit 1630 Posthalter nachweisbar sind.

### Neuzeit
1792–1794 wurde durch Kurfürst Karl Theodor die oftmals unpassierbare Straße zwischen Bad Abbach und Saal ausgebaut, woran das zwischen beiden Gemeinden liegende Löwendenkmal erinnert.
Nach der Säkularisation im Jahr 1803 wurde Saal Teil des bayerischen Staates. Die 1818 mit dem bayerischen Gemeindeedikt gebildete Gemeinde Saal an der Donau mit Obersaal als Gemeindesitz sowie Haunersdorf und Untersaal (Postsaal) gehörte zum Landgerichtsbezirk Kelheim, dann zum Bezirksamt Kelheim und zuletzt zum Landkreis Kelheim. In der Folge wurde mit dem Bau einer Poststraße und der Anbindung an die Eisenbahn begonnen, was den Grundstein für die wirtschaftliche Entwicklung Saals bedeutete.
Vom 30. November 1944 bis 18. oder 19. April 1945 war bei Saal – an der Straße nach Teugn – ein Außenlager des KZ Flossenbürg mit dem Tarnnamen: Me-Ringberg. Hier sollten Stollen für eine unterirdische Flugzeugproduktion der Messerschmitt GmbH in Regensburg und Obertraubling angelegt werden, da diese seit 1943 Luftangriffen der Alliierten ausgesetzt war. Zeitweise bis 671 Häftlinge lebten dort unter mörderischen Arbeits- und Lebensbedingungen. Mindestens 236 Männer kamen in Saal ums Leben. Bei der Lagerauflösung starben weitere 16 Häftlinge, als die SS die Krankenbaracke anzündete. Das Lager bei Saal war eine von vielen „versteckten“ Produktionsstätten in Süddeutschland. Im Friedhof Saal weist ein Gedenkstein auf die Opfer unter den Zwangsarbeitern hin.
Im Jahr 2002 konnte Saal seine erste urkundliche Erwähnung vor 1000 Jahren feiern. Das ganze Jahr über wurden Veranstaltungen durchgeführt. Eine Ausstellung im Rathaus mit Bildern aus der Saaler Historie von Februar bis November, ein Jubiläumsfestakt im April und ein Jugendfest im November als Ausklang des Jubeljahres. Den Höhepunkt fanden die Feierlichkeiten aber vom 19. bis 21. Juli zum Auftakt mit einem bayerischen Heimatabend in Untersaal und einem historischen Fest die beiden weiteren Tage an verschiedenen Plätzen in Obersaal. An vier Plätzen war die lebendige Geschichte von Saal zu bewundern. Ein durchgehendes Programm auf drei Bühnen diente der Unterhaltung mit Aufführungen, musikalischen Darbietungen und Vorführungen von historischen Handwerken und Geräten. Der Höhepunkt war der große historische Festumzug „von der Steinzeit bis zur Industriegemeinde“ mit 109 Gruppen und etwa 2100 Teilnehmern. Das historische Spektakel zählte über 20.000 Besucher.

### Eingemeindungen
Im Zuge der Gebietsreform in Bayern wurden am 1. Januar 1972 die Gemeinden Reißing und Teuerting (mit Ober- und Unterteuerting) eingegliedert, am 1. Juli 1972 kam Einmuß (mit Ober- und Unterschambach, Kleinberghofen, Kleingiersdorf) hinzu, am 1. Mai 1978 schließlich Mitterfecking (mit Peter- und Oberfecking, Seilbach).

### Einwohnerentwicklung
Im Zeitraum 1988 bis 2018 stieg die Einwohnerzahl von 5274 auf 5423 um 149 bzw. um 2,8 %.

## Politik

### Gemeinderat
Die Gemeinderatswahlen seit 2014 ergaben folgende Stimmenanteile und Sitzverteilungen:
| Partei/Liste            | 2020  | 2020  | 2014  |
| Partei/Liste            | %     | Sitze | Sitze |
| ----------------------- | ----- | ----- | ----- |
| CSU                     | 20,59 | 4     | 5     |
| SPD                     | 14,69 | 3     | 3     |
| Unabhängige Wähler (UW) | 15,85 | 3     | 4     |
| Freie Wähler Saal (FW)  | 39,64 | 8     | 6     |
| Wähler für Wähler (WfW) | 9,22  | 2     | 2     |

### Bürgermeister
Von 1990 bis 2014 war Peter Buberger (UW) Erster Bürgermeister. Er übernahm das Amt von dem in Saal 1929 geborenen Johann Schlachtmeier (FW), der es von 1966 bis 1990 innehatte. Von 1945 bis 1966 führte Joseph Hacker (SPD) als Gemeindeoberhaupt die Gemeinde an. Seit dem 1. Mai 2014 hat Christian Nerb (FW) das Amt des Bürgermeisters als Nachfolger von Buberger übernommen.

### Wappen
| Wappen der Gemeinde Saal an der Donau | Blasonierung: „In Blau ein gesenkter silberner Drillingsschrägbalken, im linken Obereck ein goldenes Posthorn mit goldener Verschnürung.“ |
| Wappen der Gemeinde Saal an der Donau | Wappenbegründung: Das Posthorn weist auf die in Saal damals ansässige Poststation des Hauses Thurn und Taxis hin.                         |

## Baudenkmäler

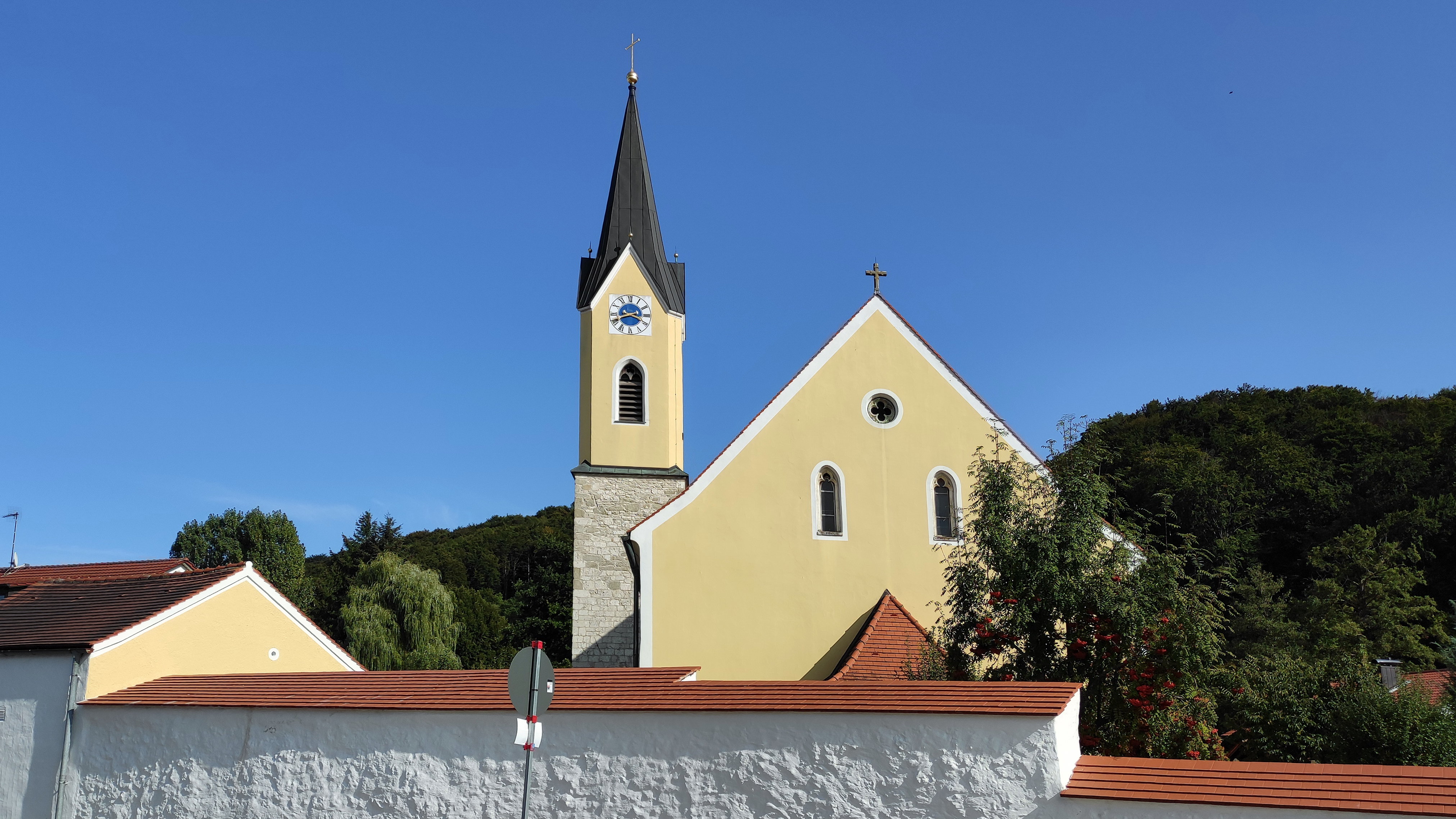
Katholische Pfarrkirche zur Schmerzhaften Muttergottes

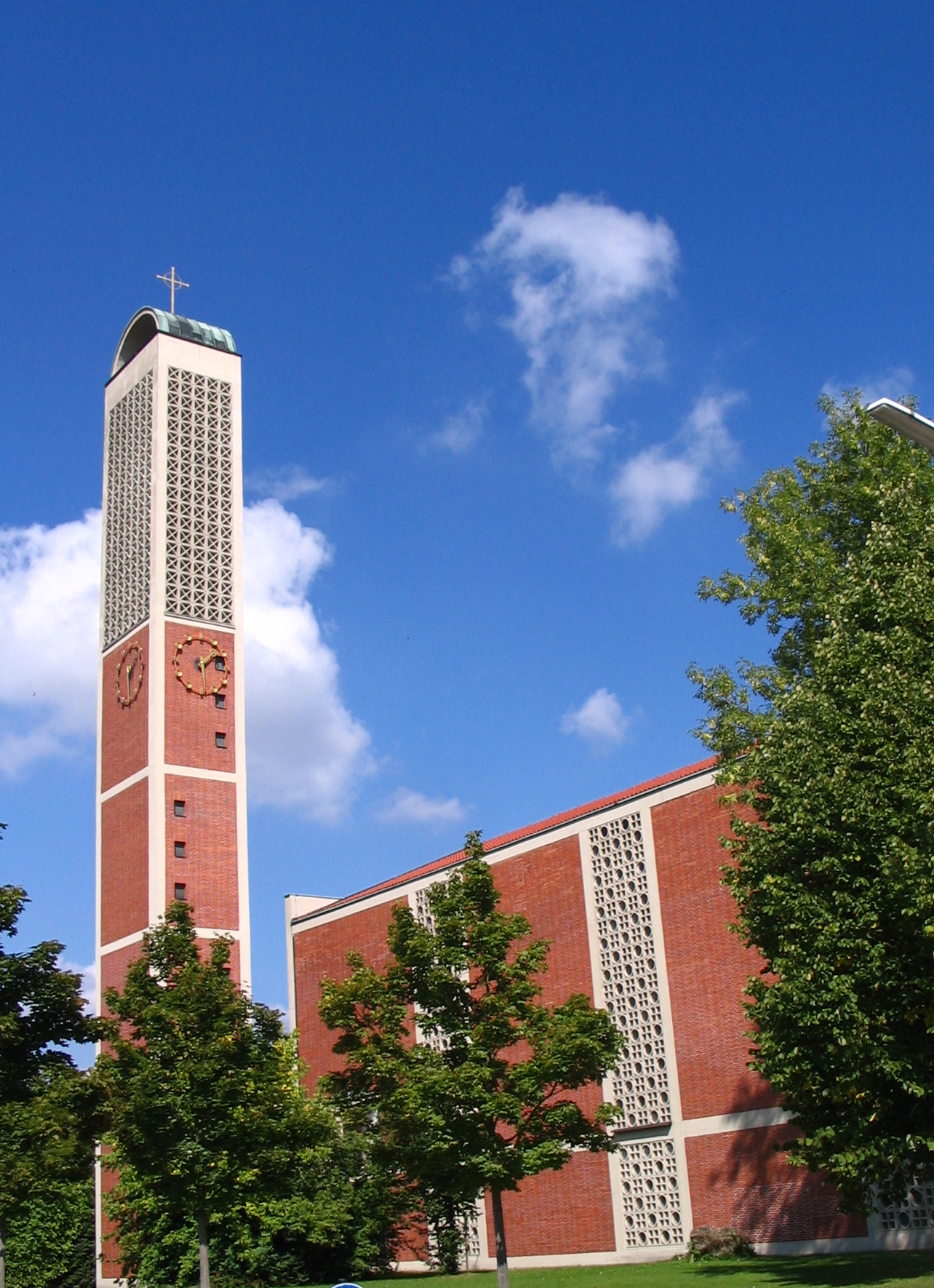
Katholische Pfarrkirche Christkönig

- Alte Pfarrkirche, die bis auf das Jahr um 1480 zurückreicht
- Christ-König-Kirche, mit einem eindrucksvollen sechsstimmigen Geläut[14]
- Pestkapelle, errichtet zur Abwendung der Pest
- Kirche St. Andreas im Ortsteil Untersaal

## Wirtschaft und Infrastruktur
Mit seinen Handwerks- und Industriebetrieben weist Saal eine stabile wirtschaftliche Grundlage auf. Der Hafen Kelheim-Saal grenzt an das Saaler Industriegebiet an.

### Verkehr
Der Bahnhof Saal (Donau) liegt an der Bahnstrecke Regensburg–Ingolstadt. Der Personenverkehr auf der hier abzweigenden Strecke nach Kelheim endete im Mai 1988 (somit wurde Saal (Donau) Bf der nächste Bahnhof für Kelheim).
Die Bundesstraße 16 und der nahe Autobahnanschluss zur Bundesautobahn 93 bilden eine ideale Verkehrsanbindung. Der Industriehafen Kelheim-Saal und ein Yachthafen schließen Saal an das Wassernetz der Donau an.

### Langjährig ansässige Unternehmen
Das Kalkwerk prägt seit Jahrzehnten große Teile von Saal. Mittlerweile gehört es zur Firma Fels. Die Cetto Group ist seit 1960 in der Kunststoffverarbeitung tätig. Die Firma Mahlo, welche seit den 1940er Jahren existiert, hat ihren Hauptsitz ebenfalls in Saal. Der Hafen Kelheim-Saal entwickelte sich zum Güterverkehrszentrum. Viele Firmen wie die KaiserWerft haben sich hier angesiedelt.

### Öffentliche Einrichtungen
Es gibt zwei Kindergärten (Fröhliche Heide, Zwergerlhaus in Mitterfecking), eine Kinderkrippe und eine Volksschule (Grund- und Mittelschule) mit Hallenbad. Das Hallenbad ist im Winter öffentlich zugänglich.
Das Freibad mit seinen drei Becken zieht im Sommer viele Besucher, auch aus den benachbarten Gemeinden an.

### Bildung
Die Volksschule Saal vereint Grund- und Mittelschule. Eine Musikschule ergänzt die schulischen Möglichkeiten.

## Persönlichkeiten
- Ludwig Hofmaier (* 1941), Geschäftsmann, Schauspieler und ehemaliger Turner
- Elisabeth Reil (* 1946), römisch-katholische Theologin
- Hansjörg Schellenberger (* 1948), Solo- und Konzertoboist, Dirigent
- Hans Stark (* 1950), Handwerker und Verbandsfunktionär
- Johann Plank (* 1952), Ordinarius für Bauchemie an der TU München
- Karin Zeitler (* 1953), Politikerin (Bündnis 90/Die Grünen)
- Daniel Brodmeier (* 1987), Sportschütze, Olympiateilnehmer[15]